# Andrea Henkel
Andrea Henkel (n. 10 decembrie 1977, Ilmenau, Republica Democrată Germană, Germania) este o biatlonistă ce a reprezentat Germania, medaliată olimpică. A participat la 4 ediții ale Jocurilor Olimpice (2002, 2006, 2010, 2014) în care a câștigat două medalii de aur, o medalie de argint și o medalie de bronz.